# Каурави
Каурави (санскр. कौरव) — нащадки Куру — легендарного правителя, від якого походить більшість персонажів Магабгарати. У цьому епосі термін Каурави використовується в двох значеннях: у широкому — щодо усіх нащадків Куру та у вузькому — щодо дітей правителя Дхрітараштри — на противагу Пандавам.
Стандартний текст Махабхарати стверджує, що дружина Дхрітараштри Ґандхарі бажала мати сто синів і отримала такий дар від мудреця В'яси. За іншою версією вона довго не мала дітей, а коли завагітніла, то виношувала два роки. Врешті-решт в неї народився шмат плоті. В'яса порубав цей шмат на сто один кусень, які згодом стали сотнею хлопців і однією дівчиною. 
Важливим аспектом було те, що найстарший із Кауравів Дурйодхана народився пізніше, від найстаршого із Пандавів Юдгістгіри, тому той міг претендувати на трон, як перший у своєму поколінні.  
Усі брати Каурави  загинули в Курукшетрській війні.